# بروس اسپرینگستین
بُروس فردریک ژوزف اِسپرینگستین (انگلیسی: Bruce Frederick Joseph Springsteen؛ زادهٔ ۲۳ سپتامبر ۱۹۴۹) خواننده، ترانه‌نویس و گیتارنواز آمریکایی است. او به «رئیس بزرگ» ملقب است و در طول شش دهه فعالیت، بیش از ۲۰ آلبوم استودیویی منتشر کرده که اکثر آن‌ها با حضور گروه موسیقی پس‌زمینه‌اش ئی استریت بند بوده است. اسپرینگستین یکی از پیشگامان هارت‌لند راک است، ژانری که موسیقی راک جریان اصلی را با اشعار شاعرانه و از لحاظ اجتماعی آگاهانه ترکیب می‌کند و عمدتاً روایت‌هایی را در مورد زندگی آمریکایی طبقهٔ کارگر ارائه می‌دهد. او به‌خاطر اشعار توصیفی و کنسرت‌های مملو از انرژی‌اش که گاهی بیش از چهار ساعت به درازا می‌کشد، شناخته شده است.
آثار او بیشتر به دلیل نمود موسیقی راک سرزمین مرکزی آمریکا که با ویژگی‌های پاپ، متن ترانه‌های شاعرانه، و احساسات آمریکایی متمرکز بر زادگاهش نیوجرسی آمیخته است، مشهور است. شیوهٔ فصیح و شیوای او در بیان مسائل روزمره و معمولی برای وی جوایز فراوانی چون جایزه گرمی، جایزهٔ آکادمی و حضور در تالار مشاهیر راک اند رل را به ارمغان آورده و همچنین طرفداران فراوانی را به سبک وی علاقه‌مند ساخته است. موسیقی او از آثار الویس پریسلی، وودی گاتری و باب دیلن و همچنین از موسیقی راک و آر اند بی دههٔ ۱۹۶۰ میلادی تأثیر پذیرفته است. مشهورترین آلبوم‌های وی زاده‌شده برای راندن^  و متولد آمریکا،* میل شدید وی برای یافتن شکوه در تلاش‌های زندگی روزمره را مجموع کرده است.
متن ترانه‌های او اغلب دربارهٔ زنان و مردانی است که سعی می‌کنند بر مشکلات مالی غلبه کنند و روزگار بگذرانند و به همین دلیل او را صدای زحمتکشان آمریکا لقب داده‌اند. با گذشت زمان وی به عنوان طرفدار سیاست‌های ترقی‌خواهانه مشهور شده است. او همچنین به دلیل کمک‌ها و تلاش‌هایی به برنامه‌های اعانه و امدادی و تلاش‌هایی که برای بازسازی نیوجرسی و محل‌های دیگر انجام شده، مشهور است. وی در آلبوم خیزش، * به وقایع روی‌داده در ۱۱ سپتامبر ۲۰۰۱، واکنش نشان داده است.
او از دیرباز با نام مستعار «رئیس بزرگ» * مشهور بوده است؛ نامی که پیش‌تر اعلام کرده بود که آن را نمی‌پسندد، اما به‌نظر می‌رسد که امروزه با آن کنار آمده و گاهی به طنز از آن برای اشاره به خود در اجراهای زنده، استفاده می‌کند.
اسپرینگستین یکی از برجسته‌ترین موسیقی‌دانان عصر آلبوم است. او بیش از ۷۱ میلیون آلبوم در ایالات متحده و بیش از ۱۴۰ میلیون آلبوم در سراسر جهان فروخته است که به بیست و هفتمین هنرمند پرفروش موسیقی در تاریخ تبدیل شده است. او در سال ۲۰۱۶ نشان افتخار آزادی رئیس‌جمهوری را از سوی رئیس‌جمهور وقت باراک اوباما و در سال ۲۰۲۳ نشان ملی هنر را از سوی جو بایدن دریافت کرد. رولینگ استون در سال ۲۰۱۰ اسپرینگستین را در رتبه ۲۳ در فهرست ۱۰۰ هنرمند برتر تمام دوران قرار داد و او را «تجسم راک اند رول» توصیف کرد.

## اوایل زندگی
بُروس فردریک ژوزف اِسپرینگستین در ۲۳ سپتامبر ۱۹۴۹ در مرکز پزشکی مونموث در لانگ برنچ، نیوجرسی به دنیا آمد. پدرش، داگلاس فردریک «داچ» اسپرینگستین (۱۹۲۴–۱۹۹۸)، راننده اتوبوس بود و مشاغل دیگر داشت و مادرش، ادل آن (با نام خانوادگی دوشیزگی زریلی؛ ۱۹۲۵–۲۰۲۴)، از محله بی‌ریج بروکلین بود و به‌عنوان منشی حقوقی کار می‌کرد و نان‌آور اصلی خانواده بود. پدرش در طول زندگی‌اش با مشکلات روانی دست‌وپنجه نرم می‌کرد که در سال‌های آخر عمرش بدتر شد. اسپرینگستین اصالتی هلندی، ایرلندی و ایتالیایی دارد و در فریدهولد، نیوجرسی، در خانواده‌ای کاتولیک بزرگ شد.
اجداد پدری اسپرینگستین از خانواده‌های هلندی بودند که در سدهٔ هفدهم در دوران استعمار آمریکا، که آن زمان بخشی از جمهوری هلند به نام هلند نو بود، ساکن شدند. یکی از اجدادش، جان اسپرینگستین، میهن‌دوست در انقلاب آمریکا بود که طی جنگ انقلاب آمریکا عضو ارتش قاره‌ای شد. نام خانوادگی اسپرینگستین از استان خرونینگن در هلند می‌آید و نامی وابسته به نقشه‌برداری است که به معنای «سنگ پرش» یا سنگی است که در خیابان‌های بدون سنگفرش یا بین دو خانه به‌عنوان پله استفاده می‌شد. پدربزرگ مادری ایتالیایی او در ویکو اکوئنسه به دنیا آمد و از طریق جزیره الیس به آمریکا مهاجرت کرد. او در بدو ورود به آمریکا خواندن و نوشتن به انگلیسی را بلد نبود، اما بعدها وکیل شد و اسپرینگستینِ جوان تحت تأثیر او قرار گرفت؛ به نظر اسپرینگستینِ، او شخصیتی فراتر از حد معمول داشت.
اسپرینگستین دو خواهر کوچک‌تر به نام‌های ویرجینیا و پاملا (متولد حدود ۱۹۶۲) دارد. پاملا برای مدتی کوتاه بازیگری کرد و سپس عکاس شد؛ او عکس‌برداری سه آلبوم اسپرینگستین، یعنی Human Touch, Lucky Town و The Ghost of Tom Joad را به عهده داشت.
اسپرینگستین در مدرسه کاتولیک سنت رز آو لیما در فریدهولد درس خواند، اما با راهبه‌ها سازگار نبود و علیه محدودیت‌های سخت‌گیرانه مخالفت کرد، هرچند برخی از موسیقی‌های بعدی‌اش نشان‌دهنده تأثیر فرهنگ کاتولیک و سرودهای کاتولیک ایرلندی با چاشنی راک بود. در سال ۲۰۱۲ گفت که تربیت کاتولیکش بیش از ایدئولوژی سیاسی بر موسیقی‌اش اثر گذاشته است. اسپرینگستین گفته که ایمانش به او «زندگی معنوی بسیار فعالی» داده، اما با شوخی افزود که این «از نظر جنسی زندگی را بسیار دشوار کرده» و گفت بعد از کاتولیک شدن دیگر نمی‌توان طرز رفتار و تفکر خود را تغییر داد. او در دوران رشد آثار فرانک سیناترا، خواننده هم‌ولایتی‌اش از نیوجرسی، را در رادیو گوش می‌داد و پس از دیدن اجراهای الویس پرسلی در برنامه اِد سالیوان شو در سال‌های ۱۹۵۶ و ۱۹۵۷، از هفت‌سالگی به موسیقی علاقه‌مند شد. کمی بعد، مادرش برایش از Mike Diehl's Music در فریدهولد گیتاری با اجاره هفتگی ۶ دلار گرفت، اما این گیتار نتوانست رضایت فوری او را جلب کند.
در کلاس نهم، اسپرینگستین وارد دبیرستان دولتی فریدهولد شد، اما آنجا هم احساس راحتی نکرد. یکی از معلمان سابقش گفت که او شخص «تنهایی بود که فقط می‌خواست گیتارش را بنوازد». او در سال ۱۹۶۷ فارغ‌التحصیل شد، اما آن‌قدر احساس بیگانگی می‌کرد که در مراسم فارغ‌التحصیلی شرکت نکرد. برای مدت کوتاهی در کالج اوشن کانتی تحصیل کرد، اما آن را رها کرد. در ۱۹ سالگی، برای خدمت سربازی احضار شد، اما به دلیل ضربه مغزی که دو سال قبل در تصادف موتورسیکلت دچارش شده بود و رفتارش هنگام معاینه، از نظر جسمی رد شد و احتمالاً از خدمت نظامی در جنگ ویتنام معاف گردید. در سال ۱۹۶۹، وقتی ۲۰ ساله بود، والدین و خواهرش پاملا به سان ماتیو، کالیفرنیا نقل مکان کردند، اما او و خواهرش ویرجینیا، که در آن زمان متأهل و باردار بود، در فریدهولد ماندند.

## آثار
- زاده‌شده برای راندن (۱۹۷۵)
- تاریکی در کناره شهر (۱۹۷۸)
- رودخانه (۱۹۸۰)
- نبراسکا (۱۹۸۲)
- متولد آمریکا (۱۹۸۴)
- خیزش (۲۰۰۲)
- شیاطین و غبار (۲۰۰۵)
- ما باید غلبه کنیم: جلسات سیگر (۲۰۰۶)
- جادو (۲۰۰۷)
- مشغول کار بر رؤیا (۲۰۰۹)
- گوی مخرب (۲۰۱۲)
- امید والا (۲۰۱۴)
- ستاره‌های باختری (۲۰۱۹)
- نامه‌ای به تو (۲۰۲۰)
- فقط قوی‌ها می‌مانند (۲۰۲۲)